# Sergel (ätt)
Sergel, före adlandet Sergell, är en svensk adlig släkt. Den kom till Sverige med Christoffer Sergell (1693–1773), som 1737 flyttade till Stockholm från Jena i hertigdömet Sachsen-Weimar. Han var verksam i Sverige som hovbrodör. Två döttrar efterföljde honom i detta yrke. 
Sonen bildhuggaren och professorn för teckningen i Målare- och bildhuggarakademien, hovintendenten Johan Tobias Sergell är släktens mest kände medlem. Han adlades den 24 januari, år 1808 med namnet Sergel av Gustav IV Adolf på Stockholm slott i samband med avtäckningen av hans staty av Gustav III och har en bild av denna på ättens vapensköld. Introduktionen på Riddarhuset skedde först den 18 maj, år 1811, då ätten fick nummer 2213. Vid denna tid hade 1809 års regeringsform börjat gälla, men ätten Sergel undantogs från § 37 i denna, eftersom den hade adlats före 1809. I annat fall hade adelskapet varit begränsat till ättens huvudman. 
Johan Tobias Sergel förvärvade 1812 Spånga säteri i Ärla socken i Södermanlands län. Denna gård förblev i släktens ägo genom fyra generationer fram till år 1925. Johan Tobias Sergel var inte gift men hade barn tillsammans med Anna Elisabet Hellström. Efter hennes död 1796 blev genom kunglig resolution de barn med henne som då levde legitimerade. Från sonen Gustaf Sergel, fyra år gammal vid moderns död, härstammar den fortlevande släkten.
Den 31 december 2021 var 48 personer med efternamnet Sergel folkbokförda i Sverige.

## Vapenbeskrivning
Sköldens utseende är unikt genomför med andra sköldar eftersom det är den enda skölden på riddarhuset som avbildar ett konstverk. Staty på vapnet var en gåva från Stockholms borgerskap och avbildar Gustav III som i triumf stiger i land efter freden mot Ryssland som slutits år 1790. Gustav III räcker med högra handen fram en olivkvist, vilket är en symbol för fred. Med den vänstra handen som vilar mot ett galärroder håller han en lagerkrans vilket är en symbol för seger. Hans kroppshållning har en tydlig likhet med den antika staty Apollo di Belvedere som förknippas med den sköna konsternas beskyddare. I helhet ska statyn frambringa en fredsbyggande krigshjälte. I vapnet är hela skölden i blå färg och hela statyn med piedetalen (socken) som han står på helt i guld. Hjälmprydnaden står en gyllene marmor hammare bestrålad av en femuddig stjärna av silver mellan de svarta strutsfjädrarna. Hjälmtäcket är utantill av guld och innantill av blått

## Blasonering
| ”                                                                        | En blå Sköld, i hwilken föreställes Wår Högst Salig Herr-Faders Konung Gustaf III:s i Stockholm upresta Ärestod jämte öfwersta delen af Dess Piedestal, altsammans af Gull. På Skölden står en öppen Tornere-Hjelm, hwarpå hwilar en af blått och Gull wriden Hjelmkrans, från hwilken uppstiga twenne swarta Strutzfjädrar, och emellan dem en Gyllene Marmor-hammar, ofwanföre bestrålad af en femuddig Stjerna af silfver. Hjelmtäcket, eller det så kallade Löfwärket är utantill af Gull och innantill blått. aldeles som det här ofwan med sina rätta och egenteliga färgor afmåladt finnes. | „ |
| – Sköldebrevet i original, RHA. Transkription: Göran Mörner, 2012-07-23. | |   |

## Släkttavla
- Christoffer Sergell (1693–1773), hovbrodör
  - Anna Sibylla Sergell (1733–1819), konstnär och hovbrodör
  - Maria Sofia Sergell (1734–?), brodör
  - Johan Tobias Sergel (1740–1814), bildhuggare och tecknare
    - Gustaf Sergel (1792–1858), godsägare och tecknare
      - Fredrik Sergel (1820–1904), kapten och godsägare[1]
        - Birger Sergel (1861–1905), överstelöjtnant, lärare i krigshistoria
        - Fritz Sergel (1866–1947), kapten och godsägare[2][5]
          - Karl Sergel (1909–1996), överste